# 292872 Anoushankar
292872 Anoushankar è un asteroide della fascia principale. Scoperto nel 2006, presenta un'orbita caratterizzata da un semiasse maggiore pari a 3,0565594 UA e da un'eccentricità di 0,1176705, inclinata di 9,03508° rispetto all'eclittica.
L'asteroide è dedicato alla musicista britannica Anoushka Shankar.